# Iris delavayi
Iris delavayi là một loài thực vật có hoa trong họ Diên vĩ. Loài này được Micheli miêu tả khoa học đầu tiên năm 1895.